# Vaishnavi Sundar
Vaishnavi Sundar (Avadi, 8 de junio de 1986) es una escritora, cineasta y activista por los derechos de las mujeres india. Produjo y dirigió el primer largometraje documental en India  sobre el acoso sexual en el lugar de trabajo But What Was She Wearing? en 2018. Es fundadora de Women Making Films, organización que lucha para romper el techo de cristal que sufren las mujeres en el mundo cinematográfico. Es fundadora de la productora, Lime Soda Films.

## Biografía
Nació en Avadi, un suburbio en el estado de Tamil Nadu cuya capital es Chennai, también conocida como Madrás. Se licenció en comercio en el Ethiraj College of Women de Chennai y realizó un postgrado en administración de empresas de la Universidad de Anna. 
Fue allí donde empezó a actuar en el Teatro Nisha. Poco a poco se animó también a escribir sus propias obras. Asistió al "The Actor's Voice" de Bill Wright en el Conservatorio Real de Escocia en Glasgow. También asistió a un taller de teatro físico con Anita Santhanam, graduada de la Escuela Internacional de Artes Escénicas de Londres . Empezó a actuar como actriz en películas a partir de 2010 y en 2013 empezó a preparar su primer trabajo en el cine propio Pava.

### Trayectoria como actriz
Inició su carrera como actriz en el Teatro Nisha. Durante 7 años actuó en numerosas obras The Pregnant King, The Red Queens of the Black Night, Siri Sampige, The Particle Collider y Fire and the Rain, etc. Ganó el premio a la mejor actriz por su papel protagonista en The Particle Collider . En los años posteriores, dirigió cuatro obras de teatro: To Write my Epitaph  , The Lilac Ticket, A Beautiful Mind y Chitrangada (A Monologue), dos de las cuales le valieron el premio a la mejor dirección y obra del día de Short and Sweet. De los cuatro trabajos, ella misma escribió y produjo dos de ellos: A Beautiful Mind y Chitrangada. Vaishnavi también ha actuado en el festival Soorya y en el Festival Sampriti de Rangashankara.
Como artista de voz, trabajó en series de televisión, entre ellas los dibujos animados de Nickelodeon Ninja Hattori, Perman y la película coreana Tidal Wave (2009) . 

### Trayectoria como cineasta
Su primera película se presentó en 2014 Pava,   una historia sobre la relación entre una niña y un barbero. Pava se presentó en muchos festivales de cine en India y en otros países como Eslovenia, Afganistán y Nueva York. Su segunda película, The Catalyst  llegó en 2015, y fue un proyecto financiado a través de crowdfundind con una plataforma independiente.  La película se inspiró en la historia 'Taxi Driver' del escritor indio Kartar Singh Duggal . The Catalyst  fue una obra de debate y formación sirviendo de apoyo para el desarrollo de talleres sobre el trabajo de las mujeres en el cine en la india. En agosto de 2015, dirigió un documental sobre paleontología titulado Unearthing The Treasures of Ariyalur . Este proyecto que se centró en los fósiles descubiertos en Ariyalur, un pequeño pueblo en Tamil Nadu, se convirtió en el primer documental indio sobre fósiles. Durante un corto viaje a Gangtok, Sikkim, Vaishnavi hizo un breve documental sobre la vida de una mujer policía de tráfico llamada Anju Chetri titulado Aage Jake Left. La película se centra en la situación y el valor de las mujeres del noreste de la India. Esta película se proyectó en el Festival de Cine Feminista de Londres y en el Pakistan International Women's Film Festival.
Su documental, But what was she wearing? (¿Pero como iba vestida?) plantea el acoso sexual en el trabajo en la India en relación con la Ley de Acoso Sexual en el Lugar de Trabajo de 2013 y "plantea las expectativas y realidades de buscar reparación" con base en esta Ley. El documental se ha proyectado en diversas ciudades indias y el trabajo ha sido recogido por los principales medios de comunicación, entre ellos The News Minute, Scroll, Newslaundry, The Quint, Silverscreen.in, Vikatan, Theekathir y Indian Express.

### Trayectoria como escritora
Vaishnavi ha escrito y publicado sobre diversos temas relacionados con cine, feminismo y justicia social en la India colaborando con plataformas en línea como Women's Voices Now y The Hindu. También escribe sobre otros temas relacionados con la situación de las mujeres siendo colaboradora independiente de TheNewsminute, Scroll, The Ladies Finger, Firstpost, The Swaddle, Provoke Magazine, Worldpulse Silverscree.in, Ozy etc. 

### Trayectoria como activista
Vaishnavi empezó su activismo con una campaña para sumarse a la denuncia de un reportaje de la revista ‘Kumudam Reporter’ en contra del uso de pantalones por parte de las mujeres. La campaña llegó a las redes sociales con el hashtag #OurClothesOurChoice que finalmente obligó a eliminar la versión en línea de la revista. Posteriormente realizó una campaña contra la exaltación de los crímenes contra las mujeres en el cine tamil. Junto con Iswarya, un investigador con sede en Chennai, Vaishnavi participó en debates en varios lugares y también produjo un video que enfatiza sus peligros, pidiendo a las personas que boicoteen películas que enaltecen el acoso y la violencia masculina contra las mujeres.
Otra de sus campañas ha sido en favor de los derechos reproductivos en India con el intento revolucionario de hacer que las píldoras anticonceptivas de emergencia estén disponibles sin receta en el estado de Tamil Nadu. Lanzó una petición en línea de recogida de firmas denunciando que Tamil Nadu es el único estado que, según los informes, tiene una prohibición que no se basa en ningún fundamento legal: la píldora está prohibida porque el gobierno de Tamil Nadu cree que no es "moral". La campaña se volvió viral, recibiendo más de 1500 firmas. Con esta campaña fue premiada por  World Pulse, una red social mundial sobre mujeres y derechos de las mujeres.
En noviembre de 2017, Vaishnavi fue invitada por Al Jazeera para participar en el debate sobre la película de Bollywood 'Padmavati' que había generado controversia. Vaishnavi defendió la necesidad de materiales cinematográficos que aborden cuestiones reales como la pobreza, la violación y la escasez de espacio seguro para las mujeres en la India, en lugar de  ensalzar los elementos marginales que vandalizan y asesinan en nombre de la cultura india.
En su documental ' But What Was She Wearing?' ¿Pero como vestía?' sobre el acoso sexual descontrolado contra las mujeres en sectores económicos desestructurados como la construcción y el trabajo agrícola, en el que se denuncia la evidente falta de estructura para la reparación que hay en las grandes empresas corporativas, tiene como  objetivo educar (a través de colaboraciones con organizaciones y ONG) a esas mujeres sobre sus derechos proyectando la película en pequeños pueblos de la India.  
Con este documental y la cobertura mediática el equipo de Vaishnavi espera lograr la atención de los responsables políticos para que se enmiende la Ley de Acoso sexual de las mujeres en el lugar de trabajo (prevención, prohibición y mitigarla) Act de 2013, para que sea una ley efectiva y práctica en vez de una legislación "sobre el papel" con pocas consecuencias prácticas para la defensa de los derechos de las mujeres.  La película ya está programada para ser proyectada en varias universidades de la India como parte del programa de sensibilización en estos institutos educativos. Desde la primera proyección de la película en Chennai, muchos directores corporativos se han acercado al equipo para proyectar la película en su lugar de trabajo para sus empleados. La película sirve como un punto de partida para discutir la igualdad y la conciencia sobre la violencia masculina contra las mujeres, en un país donde la conciencia sobre el tema es generalmente pobre. 
Vaishnavi es activista en la demanda de restablecer los derechos de las mujeres basados en el sexo en la India, en colaboración con la Campaña de los Derechos Humanos de las Mujeres (WHRC), una red global de mujeres con firmas de más de 95 países. Las signatarias suscriben la declaración escrita por eminentes feministas como Sheila Jeffreys, Heather Brunksell Evans. La declaración "En defensa de los derechos de las mujeres. Contra la erosión de nuestra protecciones en nombre de la diversidad" sobre los derechos de las mujeres basada en el sexo fue creada por las fundadoras de Women's Human Rights Campaign WHRC para reclamar a las naciones que mantengan un lenguaje que proteja a las mujeres y niñas sobre la base del sexo en lugar del "género" o la "identidad de género".

## Women Making Films
Women Making Films es una plataforma en línea fundada por Vaishnavi creada para hacer visible el trabajo de las mujeres en el cine en la India, denunciando la falta de igualdad de oportunidades entre hombres y mujeres en la industria cinematográfica. El foro está dedicado a conectar a las cineastas de la India y del mundo. Esta comunidad sin fines de lucro fue construida para crear un campus en línea para la promoción de mujeres cineastas, sus trabajos, etc. a través de blogs, talleres y programas de tutoría y mucho más.
La plataforma ha reunido a importantes e influyentes mujeres que trabajan en el cine indio y mundial entre ellas Debalina Majumdar, Annupamaa, Iram Parveen Bilal, Revathy S. Varmha y Beena Sarwar . Junto a artículos innovadores sobre cine y los aspectos tabú de la sociedad, Vaishnavi también ha entrevistado a artistas como Tannishtha Chatterjee, Megha Ramaswamy, Rajshri Deshpande, Anuradha Menon y Nina Paley . A través de la plataforma de Women Making Films, Vaishnavi ha colaborado con varias organizaciones educativas y cinematográficas como Goethe Institut, LaGuardia Community College y el Instituto de Cine y Televisión Satyajit Ray y ha realizado festivales de cine y proyecciones. El primer evento más exitoso de la comunidad, The First Festival, fue un intento de proyectar películas hechas por mujeres en toda la India y es el único evento en el que se proyectaron 15 películas hechas por mujeres de 7 países en 10 ciudades de toda la India. También generó discusiones sobre el sexismo y la discriminación basada en el sexo con el cine, en todos los lugares donde se realizó. El Primer Festival reunió a varias colaboradoras que se ofrecieron a proyectar películas en sus instalaciones y se convirtieron en el terreno de desarrollo inicial para la organización de Vaishnavi. Women Making Films tiene un calendario de eventos en curso con proyecciones seleccionadas, festivales de cine y talleres enfocados durante todo el año. 
Women Making Films sigue siendo la voz de cineastas de todo el mundo, con miembros de más de 19 países y 32 departamentos únicos en los que son expertas. 

## Teatro
| Year | Name                              | Language | Role               |
| ---- | --------------------------------- | -------- | ------------------ |
| 2010 | The Pregnant King                 | Inglés   | Actriz             |
| 2010 | Red Queens of the Dark Night      | Inglés   | Actriz             |
| 2011 | Shadjam                           | Inglés   | Actriz             |
| 2011 | Mathemagician                     | Inglés   | Actriz             |
| 2012 | Shadjam                           | Inglés   | Actriz             |
| 2013 | The Brave Tin Soldier             | Inglés   | Actriz             |
| 2013 | The Little Match Girl             | Inglés   | Actriz             |
| 2013 | The Fire and the Rain             | Inglés   | Actriz             |
| 2013 | The Lilac Ticket                  | Inglés   | Directora          |
| 2013 | The Particle Collider             | Inglés   | Actriz             |
| 2013 | Romancing Guy Maupassant in India | Inglés   | Actriz             |
| 2013 | The fire and the rain             | Inglés   | Actriz             |
| 2014 | Siri Sampige                      | Inglés   | Actriz             |
| 2014 | Late for school                   | Inglés   | Actriz             |
| 2014 | To Write My Epitaph               | Inglés   | Directora          |
| 2014 | Solladi Siva sakti                | Tamil    | Actriz             |
| 2016 | Chitrangadha                      | Inglés   | Escritora y actriz |

## Filmography
| Año     | Nombre                                | Idioma           | Papel                                       |
| ------- | ------------------------------------- | ---------------- | ------------------------------------------- |
| 2010    | "Naanum oru penn" (también soy mujer) | Tamil            | Actriz                                      |
| 2010    | Hogar dulce hogar                     | Tamil            | Actriz                                      |
| 2011    | Sin azúcar                            | Tamil            | Actriz                                      |
| 2013    | La imposibilidad del diálogo.         | hindi            | Actriz                                      |
| 2014    | PAVA                                  | Tamil, malayalam | Escritor, director                          |
| 2014    | Vela Taaralu                          | Telugu           | Subgerente                                  |
| 2014    | Objeción revocada                     | Tamil            | Actriz                                      |
| 2014    | Desplazamiento urbano                 | Inglés           | Actriz                                      |
| 2014    | Dwaraka                               | hindi            | Actriz                                      |
| 2014    | Samyuktam                             | Teeugu           | Subgerente                                  |
| 2014    | Sueña un sueño                        | Kannada          | Subgerente                                  |
| 2015    | El catalizador                        | Kannada          | Escritora, directora                        |
| 2016    | Descubriendo los tesoros de Ariyalur  | Inglés           | Director                                    |
| 2016    | Marupadi                              | Malayalam        | Actriz                                      |
| 2017    | Aage Jake Izquierda                   | hindi            | Directora, Directora de fotografía, Editora |
| 2018    | ¿A que final?                         | Inglés / tamil   | Directora, Productora Ejecutiva             |
| 2018    | ¿Pero cómo vestía?                    | Múltiple         | Directora, Productora Ejecutiva             |
| 2018    | El útero del chacal                   | N / A            | Directora, Productora Ejecutiva             |
| 2019    | El sello                              | Inglés / hindi   | Productora                                  |
| Próximo | Lamentos silenciados                  | Inglés           | Escritora, actriz, productora               |

## Festivales y proyecciones

### But What Was She Wearing?
- Selección oficial - Festival Internacional de Cine Femenino Udada, Kenia 2018

- Selección oficial - Nominado (Mejor Película) Festival Internacional de Cine de Talentos Independientes, 2018
- Selección oficial - Colorado International Activism Film Festival, 2019
- Selección oficial - 6.º Festival Internacional de Documentales de los Premios Ierapetra, 2019

### ¿A que final?
- Selección oficial - Pitch Her Productions' Riveter Series: #MeToo, New York City, USA 2018
- Concurso de selección oficial - Women International Film Festival. Islamabad, Pakistan 2018
- Selección oficial: Cut the Gap! The HeForShe Vienna Gender Equality Short Film Day, Austria 2018

### Aage Jake Left
- Concurso de selección oficial - Festival Internacional de Cine de Mujeres. Islamabad, Pakistán 2017
- Concurso de selección oficial - Cine Sister Women Women. Mánchester, Reino Unido 2017
- Concurso de selección oficial - Festival de cine feminista de Londres. Londres, Reino Unido 2017

### Unearthing The Treasures Of Ariyalur
- Selección oficial - Festival Internacional de Cineastas Mujeres, Gauhati India 2016
- Concurso de selección oficial - Festival Internacional de Documentales y Cortometrajes Kerala Trivandrum India 2016
- Concurso de selección oficial - Segundo concurso de documentales cortos de Docademia Chicago, EE. UU. 2017

### The Catalyst
- Selección oficial - Festival Internacional de Cineastas Mujeres, Gauhati India 2016
- Selección oficial - Festival Internacional de Cortometrajes, Bangalore India 2015

### Pava
- Concurso de selección oficial - Festival Internacional de Documentales y Cortometrajes Kerala Trivandrum 2014
- Selección oficial - Festival Internacional de Cortometrajes de Bangalore 2014
- Concurso oficial de selección - Alpavirama - Festival de cortometrajes del sur de Asia India, Ahmadabad 2014
- Selección oficial - IAWRT - Asian Women's Film Festival, Delhi 2015
- Selección oficial - festival infantil Anthropo, Eslovenia 2015
- Selección oficial - Festival de Artes Escénicas Under The Tin Roof, Mumbai 2015
- Selección oficial - Festival Internacional de Cine Femenino, Afganistán 2015
- Selección oficial - FLO Film Festival, Mumbai 2016
- Selección oficial - Festival Internacional de Cineastas Mujeres, Gauhati 2016
- Selección oficial - Festival Women Making Films, Nueva York 2016
- Ganador - Festival Internacional de Cine de Mujeres. Islamabad, Pakistán 2018